# Piet Sancho

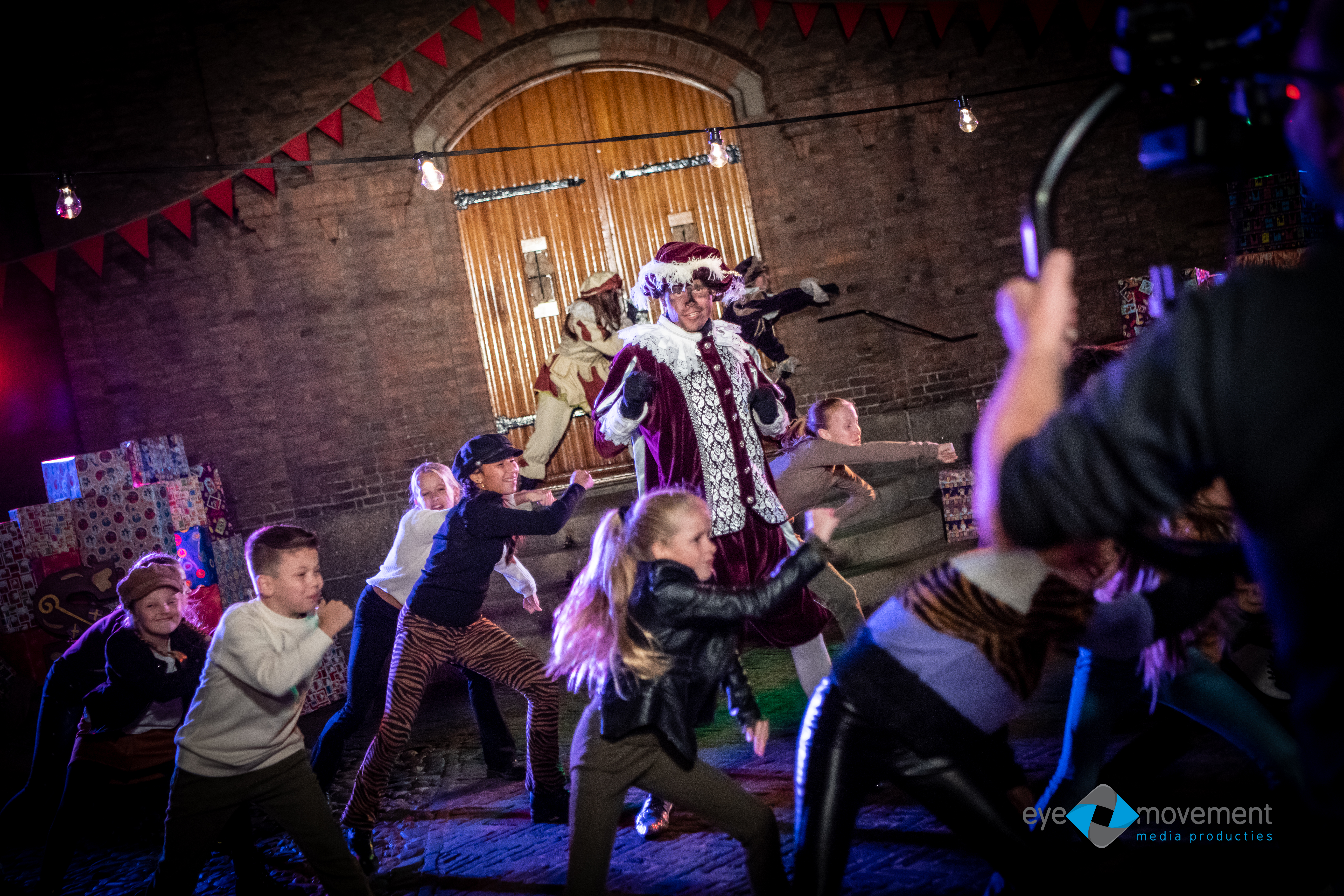
Piet Sancho tijdens videoclip opnames vertolkt door Kevin Timmermans.

Piet Sancho is een personage rondom de Sinterklaastijd, vertolkt door zanger, acteur en producent Kevin Timmermans (Venlo, 4 augustus 1992). Timmermans maakt ieder jaar liedjes als zijn alter-ego en is te zien in zijn eigen theatershow.
Vanaf 2013 werkte Timmermans mee aan verschillende tv-programma's en -films waaronder Sinterklaasjournaal, Sinterklaas en Diego & Het geheim van de ring en het muzikale programma van Nickelodeon Welkom Sinterklaas dat zich afspeelde in Elburg. Ook werkte hij mee aan theatershows en was hij regelmatig te zien in de videoclips van Coole Piet Diego. In 2016 stopte hij zijn medewerking te verlenen aan tv-programma's en -films. Reden hiervoor was vooral de aanhoudende pietendiscussie. Een jaar later besloot hij na vijf jaar te stoppen met theatershows. Timmermans wilde zich meer focussen op zijn rol als Piet Sancho. In 2018 kreeg hij bekendheid door zijn eigen theatershow 'De Pepernotenshow' waarin hij te zien was met Jochem van Gelder en Coole Piet Diego. Daarnaast bracht hij zijn eerste single Ze noemen me Sancho uit geschreven en geproduceerd door Harold Verwoert. In 2019 bracht Piet Sancho ik ben je vriend uit, wederom geschreven en geproduceerd door Verwoert. In 2020 ging Timmermans een geheel nieuwe samenwerking aan met producer Rick Pols. Naast de nieuwe sound was Bram van der Vlugt te zien als de adviseur van Sinterklaas in de videoclip van Piet Sancho. 

## Singles
| Single met eventuele hitnotering(en) in de Nederlandse Top 40 | Datum van verschijnen | Datum van binnenkomst | Hoogste positie | Aantal weken | Opmerkingen                      |
| ------------------------------------------------------------- | --------------------- | --------------------- | --------------- | ------------ | -------------------------------- |
| Ze noemen me Sancho                                           | 2018                  | -                     |                 |              | Kevin Timmermans als Piet Sancho |
| Ik ben je vriend                                              | 2019                  |                       |                 |              | Kevin Timmermans als Piet Sancho |
| 1, 2, 3, Pietenmagie                                          | 2020                  |                       |                 |              | Kevin Timmermans als Piet Sancho |
| Altijd Sinterklaas                                            | 2021                  |                       |                 |              | Kevin Timmermans als Piet Sancho |